# أندري فيدتشوك
أندري فيدتشوك (بالأوكرانية: Федчук Андрій Васильович)‏ (12 يناير 1980 – 15 نوفمبر 2009) هو ملاكم أوكراني راحل، مثّل بلاده في دورتي الألعاب الأولمبية الصيفية 2000 و2004.

## روابط خارجية
أندري فيدتشوك على موقع أوليمبيديا (الإنجليزية)